# Craig Jones
Craig Michael Jones (Des Moines, 11 de fevereiro de 1972) é um músico norte-americano. Nascido em Des Moines, Iowa, ele é mais conhecido por ter sido o sampler e tecladista da banda Slipknot, no qual escolheu o número #5. Jones ingressou na banda em 1996 logo após a gravação de Mate. Feed. Kill. Repeat., substituindo Donnie Steele na guitarra, embora tenha permanecido pouco tempo nesta função. Após a saída de Joey Jordison em 2013, Jones se tornou o segundo membro mais antigo do Slipknot.

## Carreira
Craig Jones se juntou ao Slipknot em meados de 1995, substituindo o guitarrista original Donnie Steele após a gravação do primeiro álbum demo da banda, Mate. Feed. Kill. Repeat. Ele foi apresentado pelo baterista Joey Jordison, com quem havia trabalhado anteriormente (ao lado do guitarrista Josh Brainard) na banda Modifidious.
Jones recebeu o apelido 133 como uma referência à velocidade do processor de seu computador, 133 MHz, descrito como "moderníssimo na época" pelo autor Joel McIver.
Em setembro de 2004, foi anunciado que Jones não se apresentaria com o Slipknot por um curto período da turnê européia da banda devido a uma "emergência médica". Um comunicado no site oficial da banda explicou que "Craig Jones sofria de dores durante a primeira semana de nossa turnê européia e foi incapaz de comer ou dormir adequadamente. Portanto, foi decidido que ele retornasse aos Estados Unidos para uma cirurgia odontológica de emergência". Falando sobre a situação, o guitarrista Jim Root afirmou que "estamos preenchendo o lugar dele, temos uma foto dele no camarim e sentimos sua falta todos os dias, mas não podemos cancelar a turnê". Algum tempo depois Craig retorna a banda sem problemas.

## Máscara
Ao ingressar na banda como guitarrista, Jones inicialmente utilizou meia-calça feminina na cabeça durante as apresentações. Mais tarde, sua máscara foi transformada em um capacete espacial de astronauta com longos pregos martelados nele. No álbum Iowa, o capacete foi substituído por uma máscara de látex e um zíper também foi adicionado sobre a área da boca.
Juntamente com as de Root e Thomson, a máscara de Jones é reconhecida pelos fãs como sua identidade ao longo da carreira do Slipknot. No entanto, para o álbum We Are Not Your Kind em 2019, sua máscara foi ligeiramente modificada, com os espetos sendo substituídos por parafusos e uma alteração na parte superior da máscara, obtendo um efeito moicano.

## Vida pessoal
Jones é frequentemente identificado pela mídia como o membro mais silencioso e privado do Slipknot, recebendo o apelido de "The Quiet One". O vocalista Corey Taylor comentou seu comportamento, descrevendo-o como "o tipo silenciosamente assustador". O produtor do Slipknot, Ross Robinson, acrescentou que "tentava convencê-lo a falar e ele apenas olhava para [ele]". Graham Heartmann, da revista Loudwire, observou que Jones "quase nunca fala" e "mantém as pessoas afastadas", teorizando que estas qualidades inspiravam o estilo de sua máscara.
Quando perguntado no início de sua carreira sobre qual profissão ele poderia atuar, Jones respondeu que provavelmente estaria "dirigindo empilhadeiras em um armazém o dia inteiro", embora ele também tenha brincado que provavelmente "estaria assassinando pessoas", o que lhe valeu o apelido de "The Killer". Segundo Robinson, este último comentário foi o primeiro que o sampler fez em uma entrevista e foi alvo de diversas reclamações dos leitores da publicação em que foi feita.

## Discografias

### Com o Slipknot
• 1995: Mate. Feed. Kill. Repeat.
• 1996: Crowz
• 1999: Slipknot
• 2001: Iowa
• 2004: Vol. 3: (The Subliminal Verses)
• 2008: All Hope Is Gone
• 2014: .5: The Gray Chapter
• 2019: We Are Not Your Kind
• 2022: "The End, So Far"